# Шоссе
Шоссе́ (фр. chaussée), Шоссе́йная доро́га или Шосси́рованная дорога — устаревшее название дороги, покрытой уплотнённым щебнем, использовавшееся с начала XIX по середину XX веков. Подобная дорога, обработанная дёгтем, гудроном, битумом, асфальтам и аналогичными вяжущими материалами могла называться чёрным шоссе, в отличии от белого — обычного шоссе. Также шоссе в России может быть составной частью исторических названий некоторых улиц, на месте которых шоссе ранее проходило. Подобное именование улиц обычно может встречаться на окраине города.

## История

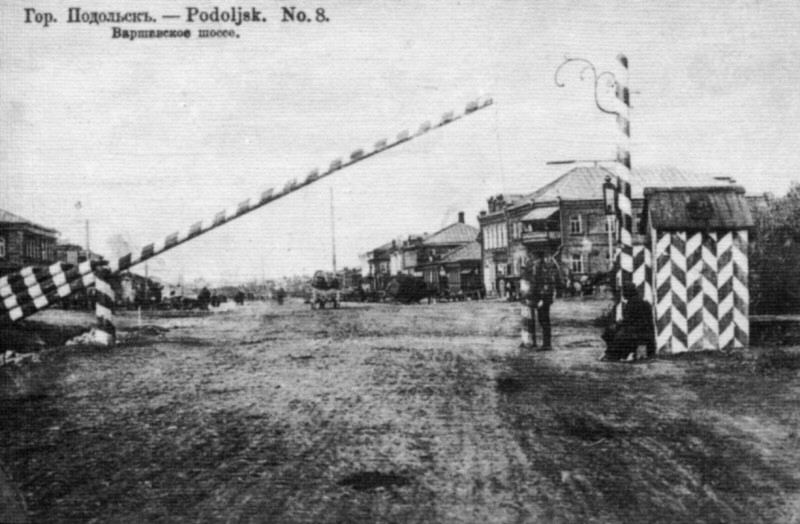
Варшавское шоссе, Подольск, застава

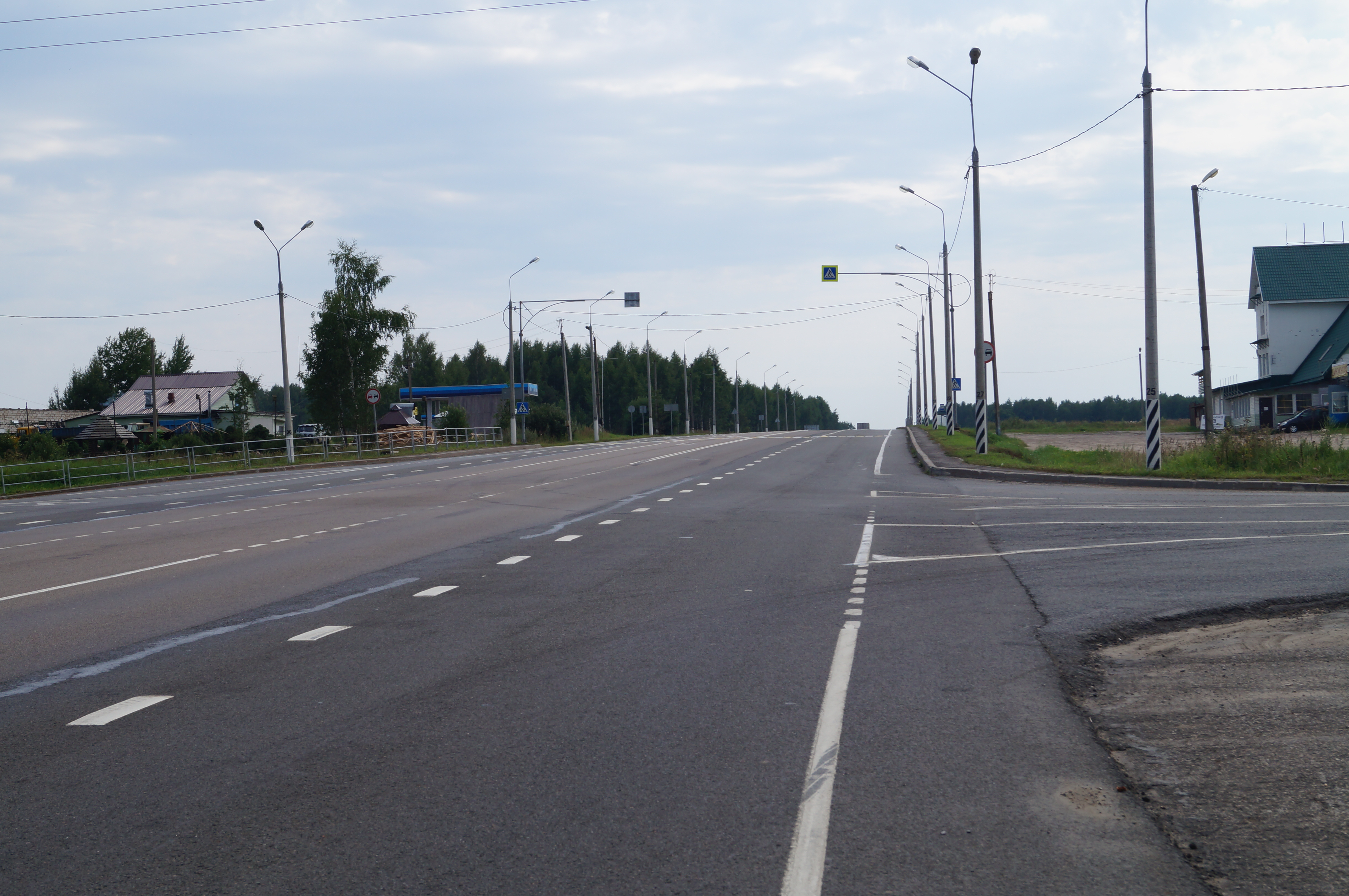
Киевское шоссе в Калужской области, поворот на Думиничи

Шоссе известны с древности и были они в следующих государствах Вавилония, Персия, Карфаген, и особенно были замечательны римские военные дороги.

### В царской России XIX — нач. XX вв.
Постройка шоссейных дорог в Российской империи была начата правительством в 1817 году, при Александре I, и первым русским шоссе стало Санкт-Петербурго-Московское, оконченное в 1834 году. До 1840 года в среднем ежегодно открывалось не более 34 вёрст шоссе. В двадцатилетие с 1840 года до 1860 год эта цифра возросла до 258 вёрст, в среднем за год.
На 1855 год, в России, было построено и открыто для массового пользования 5 397 вёрст шоссе. Кроме того, в этот период времени находились в процессе активного строительства — протяжённость:
- Воронежское шоссе — 275 верст;
- Курско-Харьковское шоссе — 309 верст;
- Киевское шоссе — 600 верст;
- Киевско-Брестское шоссе — 560 верст;
- Псковско-Рижское шоссе — 232 версты;
- Орловско-Брянское шоссе — 120 вёрст, и производились изыскания и проектирование для начала строительства других шоссе, на протяжении 3 300 вёрст.

5 апреля 1883 года в России была утверждена классификация сухопутных путей империи, но она распространялась только на дороги, находящиеся в ведении Министерства путей сообщения, которые разделялись на два разряда:
- шоссе общегосударственного значения (общегосударственное шоссе, государственный шоссейный путь):
  - все шоссейные дороги, пролегающие в местностях, расположенных к западу от рек Западная Двина и Днепр, то есть по левую сторону первой и по правую сторону второй (например Двинское шоссе[9] и другие);
  - Псковско-Рижское шоссе;
  - окрестные около Санкт-Петербургского шоссе;
  - побережные шоссе Крымского полуострова, а также Симферополь-Севастопольское и шоссе от Алушты до Симферополя;
  - Московско-Брестское шоссе, за исключением участка от Москвы до Рославля;
  - Киевское шоссе (от Острова до Киева);
  - Выборгское шоссе
- шоссе местного значения (все остальные, кроме перечисленных общегосударственных шоссе)[10].

На I съезде деятелей по шоссейному делу который состоялся 28 января 1914 года Министр путей сообщения Российской империи С. В. Рухлов так охарактеризовал сеть дорог в России по типу покрытия:
- 4 % составляют шоссейные дороги;
- 2 % — мощёные дороги;
- 94 % — грунтовые дороги.

А по протяженности шоссейные и грунтовые дороги в России, имперского периода, распределялись по ведомствам, подведомственные:
- Округам Министерства путей сообщения (МПС);
- Земствам — губернские и земские;
- Губернской администрации — в неземских губерниях и просёлочные дороги, находящиеся в ведении полиции. По состоянию, на 1 января 1901 года, в России имелось открытых для движения шоссированных дорог протяжённостью 14 256,243 версты[11]. А в Статистическом атласе путей сообщения России к началу XX века, изданном Отделом статистики и картографии МПС (СПб., 1902 год), на странице 3 указано: «К концу XIX века построено казной шоссейных дорог в Европейской России (без Великого княжества Финляндского) 14 562 версты».

В XXI веке в Москве существует база данных с актуальной информацией о наименованиях объектов улично-дорожной сети и элементов планировочной структуры города — Общемосковский классификатор улиц, к ним (улицам) относятся и шоссе.